# Embraer

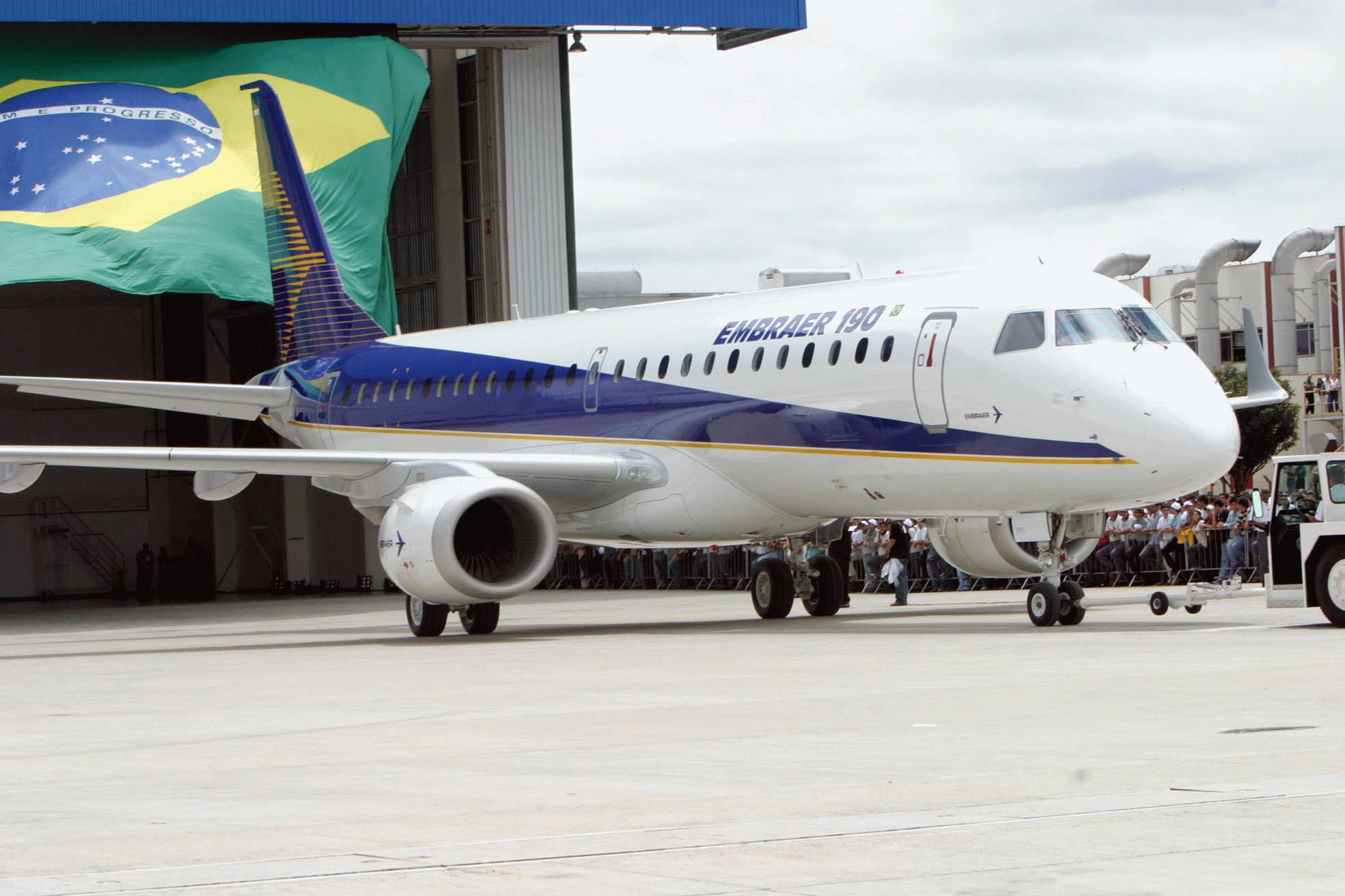
Embraer 190 Werksbemalung

Die Empresa Brasileira de Aeronáutica S.A. (Akronym Embraer/ EmBrAer) mit Sitz in São José dos Campos,  Brasilien, ist ein börsennotierter Flugzeugbauer; nach Airbus und Boeing gilt er als der drittgrößte weltweit, der nicht nur militärische Flugzeuge herstellt. Embraer produziert sowohl für den zivilen als auch den militärischen Sektor.
Das Unternehmen ist einer der größten Exporteure Brasiliens und hat weltweit über 18.000 Beschäftigte, von denen 95 Prozent in Brasilien tätig sind, und es unterhält Büros und Servicestützpunkte weltweit (in Australien, China, Frankreich, Portugal, Singapur und den USA).

## Unternehmensgeschichte

### Gründung als Technisches Zentrum für Luftfahrt
Die Geschichte von Embraer geht auf einen Beschluss der brasilianischen Regierung zurück, nach dem Ende des Zweiten Weltkrieges eine eigene nationale Luftfahrtindustrie aufzubauen. In der Kleinstadt São José dos Campos wurde dazu unter militärischer Führung das CTA (Centro Técnico de Aeronáutica) gegründet, das noch heute als Generalkommando für Luft- und Raumfahrttechnik (Comando-Geral de Tecnologia Aeroespacial) der brasilianischen Luftwaffe arbeitet.
Der Deutsche Henrich Focke wurde in den 1950er Jahren gebeten, mit einigen seiner Ingenieure in Brasilien Aufbauarbeit zu leisten. Er entwickelte von 1952 bis 1956 mehrere Hubschrauber, den zweisitzigen Leichthubschrauber Beija-Flôr (deutsch Kolibri) und den Convertiplane HC-1. Diese Tätigkeit mündete schließlich in die Gründung der Embraer. 1956 kehrte er von Brasilien nach Bremen zurück.
Im Jahre 1965 wurde dann beschlossen, unter Leitung von Major Oziras Silva unter der Projektbezeichnung IPD-6504 ein zweimotoriges Kleintransportflugzeug für den Einsatz auf unbefestigten Start- und Landebahnen zu entwickeln. Am 22. Oktober 1968 hob das nun Bandeirante (Pfadfinder) genannte Flugzeug mit den Testpiloten José Mariotto Ferreira und Flugingenieur Michal Cury zum ersten Mal ab.

### Embraer – Staatliche Flugzeugfabrik ab 1969
Da das CTA jedoch nicht für eine Serienfertigung von Flugzeugen ausgelegt war, unterzeichnete Staatspräsident Artur da Costa e Silva am 19. August 1969 die Verordnung 770 zur Gründung einer staatlichen Flugzeugfabrik mit dem Namen Empresa Brasileira de Aeronáutica, kurz Embraer. Das neue Unternehmen stand unter der Leitung von Oziras Silva und hatte anfangs eine Belegschaft von 500 Mitarbeitern, ehemaligen Angehörigen der CTA und ITA. Als erster Auftrag stand der Bau von 80 jetzt als C-95 bezeichneten Bandeirantes an. Die erste Maschine aus der Serienfertigung flog 1972. Ein Jahr später folgte eine Passagierversion unter der Bezeichnung EMB-110 P. Der erste zivile Auftrag kam von Transbrasil und umfasste sechs Flugzeuge. Der erste ausländische Zivilauftrag wurde erst 1977 von der französischen Air Littoral erteilt, welche die Version EMB 110P2 mit 21 Sitzen bestellte. Im August 1978 wurde schließlich auch die US-amerikanische Musterzulassung erteilt.
Im Jahr 1969 begann die Lizenzfertigung des italienischen Trainings- und leichten Kampfflugzeugs Aermacchi MB-326 für die brasilianische Luftwaffe, die unter der Bezeichnung EMB 326 GB Xavante produziert wurde. Am 7. September 1971 machte die Xavante ihren Erstflug. Bei den brasilianischen Luftstreitkräften erhielt sie die Bezeichnung AT-26 und wurde 36 Jahre lang genutzt. Von den 182 gebauten Xavantes erhielten die brasilianischen Luftstreitkräfte 167 Exemplare, während 9 an Paraguay und 6 an Togo geliefert wurden.
Im Jahr 1970 hatte das Agrarflugzeug EMB 200 Ipanema seinen Erstflug, das sich zum langlebigsten Produkt der Firma entwickeln sollte und bis heute (2019) gebaut wird.
Bis 1975 wurden verschiedene ausländische Typen in Lizenz gebaut, bis mit der EMB-121 Xingu das erste, wenn auch wenig erfolgreiche, eigene Flugzeug mit Druckkabine und Turboprop-Antrieb entwickelt wurde, das am 10. Oktober 1976 zum ersten Mal flog. Größter Kunde des in 106 Exemplaren gebauten Typs wurden die französischen Streitkräfte, die mit 49 Stück fast die Hälfte der Gesamtproduktion abnahmen.
Im Jahr 1980 hatte der erfolgreiche Turboprop-Trainer T-27 Tucano seinen Erstflug.
Zusammen mit den italienischen Firmen Alenia und Aermacchi wurde 1981 eine neue Firma namens AMX International gegründet, welches das Trainings-, Bodenangriffs- und Aufklärungsflugzeug AMX entwickelte. Das in Brasilien als A-1 bezeichnete Flugzeug flog dort erstmals am 16. Oktober 1985. Von den gebauten Maschinen erhielten die einheimischen Luftstreitkräfte 94 Exemplare.
Ab 1985 folgte die Serienproduktion des 30-sitzigen Turboprop-Regionalflugzeugs EMB-120 Brasilia, von dem nach seinem Erstflug am 27. Juli 1983 insgesamt 354 Stück bis zum Jahr 2001 gebaut wurden.

### Lizenzbauten für Piper
Im Jahr 1975 schloss EMBRAER einen Vertrag mit dem US-amerikanischen Flugzeughersteller Piper Aircraft über den Lizenzbau von sechs Piper-Typen ab. Im Einzelnen handelte es sich um folgende Baureihen, die jeweils eigene Typenbezeichnungen von EMBRAER erhielten:
- EMB 710 Carioca (Piper PA-32)
- EMB 711 Corsico (Piper PA-28)
- EMB 720 Minuato (Piper PA-32)
- EMB 721 Sertanejo (Piper PA-32)
- EMB 810 Seneca (Piper PA-34)
- EMB 820 Navajo (Piper PA-31)

Beim Auslaufen des Vertrags im Jahr 2000 waren mehr als 2500 Flugzeuge in Lizenz gebaut worden.

### Krise und Privatisierung
Nach dem Scheitern des CBA-123 Vector 1990 befand sich das Unternehmen in einer Krise, was drei Viertel der damaligen Belegschaft von 12.000 den Arbeitsplatz kostete.
Die Privatisierung Ende 1994 und die Berufung von Maurício Botelho zum Präsidenten des Unternehmens brachte dann die Rettung. Er konnte 1995 die Entwicklung der erfolgreichen Embraer-Regional-Jet Baureihe, 2002 dann die Embraer E-Jets und deren Finanzierung durchsetzen und ebnete so den Weg zum viertgrößten Flugzeughersteller der Welt.
Heute befindet sich Embraer mehrheitlich im Besitz von institutionellen brasilianischen Anlegern. Einen Anteil von 2,12 % verkaufte EADS Mitte Februar 2007 für 124 Millionen Euro, womit Embraer – verglichen mit den 2,75 Milliarden, die BAE Systems für einen 20 %-Anteil an Airbus 2006 erhielt – fast halb so viel wert war wie Airbus.
Im Jahr 2008 begann Embraer mit dem Bau eines Werkes am Melbourne International Airport im US-amerikanischen Melbourne (Florida), das im Februar 2011 eröffnet wurde. Dort werden seitdem Phenom 100 für nordamerikanische Kunden gebaut.
Am ersten Juli 2016 trat Embraers CEO Frederico Fleury Curado zurück, dies nach neun Jahren an der Spitze der Firma. Im Jahr 2015 erwirtschaftete das Unternehmen 69 Millionen Gewinn. Im für Embraer immer wichtiger werdenden Markt privater Jets, von dem sie weltweit 10 Prozent abdeckte, waren die Margen von Investmentbanken bemängelt worden. Dazu waren Schmiergeldzahlungen bekannt geworden, diese betrafen Geschäfte mit der Dominikanischen Republik und Indien. Der Börsenwert der Firma verringerte sich im Jahr 2016 um 50 Prozent bei steigender Börsenentwicklung in Brasilien.

### Abgebrochenes Joint-Venture mit Boeing
Im Herbst 2017 wurde bekannt, dass Boeing Embraer übernehmen wollte, ursprünglich durch Kauf. Dabei wollte Boeing Garantien abgeben, dass sowohl der Name, das Management als auch die Arbeitsplätze erhalten bleiben. Die brasilianische Regierung besitzt seit der Privatisierung 1994 eine Goldene Aktie und der zu der Zeit amtierende Präsident Temer sprach sich gegen die Fusion aus. Die Börse reagierte auf die Gespräche mit einem Kurssprung von über 20 Prozent.
Im Juli 2018 wurde ein Memorandum of Understanding für ein Joint Venture unterzeichnet, in das Embraer seine zivilen Flugzeuge einbringen und 20 % halten sollte, während Boeing die restlichen 80 % trüge. Eine ähnliche Partnerschaft war Bombardier zuvor mit Airbus für den Airbus A220 eingegangen.
Am 26. Februar 2019 wurde der Plan durch die Embraer-Aktionäre genehmigt, am 23. Mai wurde der zukünftige Name Boeing Brasil – Commercial bekanntgegeben. Boeing gab aber am 25. April 2020 bekannt, den Vertrag mit Embraer zu kündigen, sodass es nicht zu einer Fusion kam. Nach dem Schock mit Boeing kam die COVID-19-Pandemie, doch Embraer überwand beide Krisen aus eigener Kraft und konnte trotz anhaltender globaler Lieferkettenschwierigkeiten 2022 12,7 Prozent mehr Flugzeuge ausliefern als 2021. Damit gelang dem Luft- und Raumfahrtkonzern ein erfolgreicher Turnaround. Sorgen bereitet Embraer hingegen im wichtigsten Markt, dem amerikanischen, die sogenannte Scope Clause, die definiert, ob die Piloten die vollen Gehälter eines Linien- oder Regionaljetpiloten bekommen. Das Maximum für die günstigeren Regionaljetpiloten liegt bei 39 Tonnen Höchststartmasse und aufgrund der zwar sparsameren aber schwereren Getriebefans ihrer neuen E-Jet-Familie-Baureihe-E2 liegt auch die kleinste Version, die E175-E2, knapp darüber, so dass US-Fluggesellschaften noch heute die alten Versionen der E-Jet-Familie bestellen.

## Zivile Typen

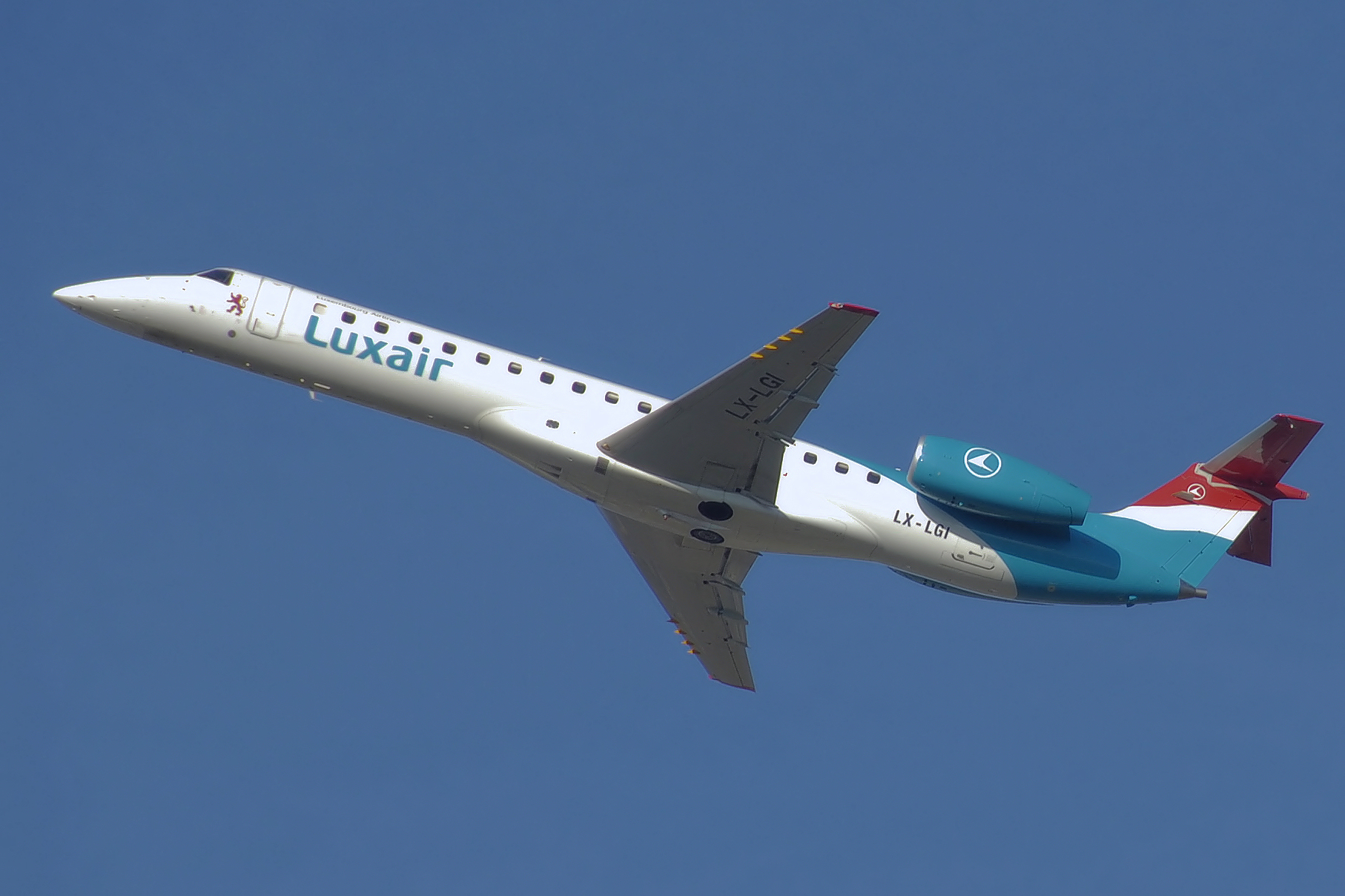
Embraer ERJ 145 der Luxair

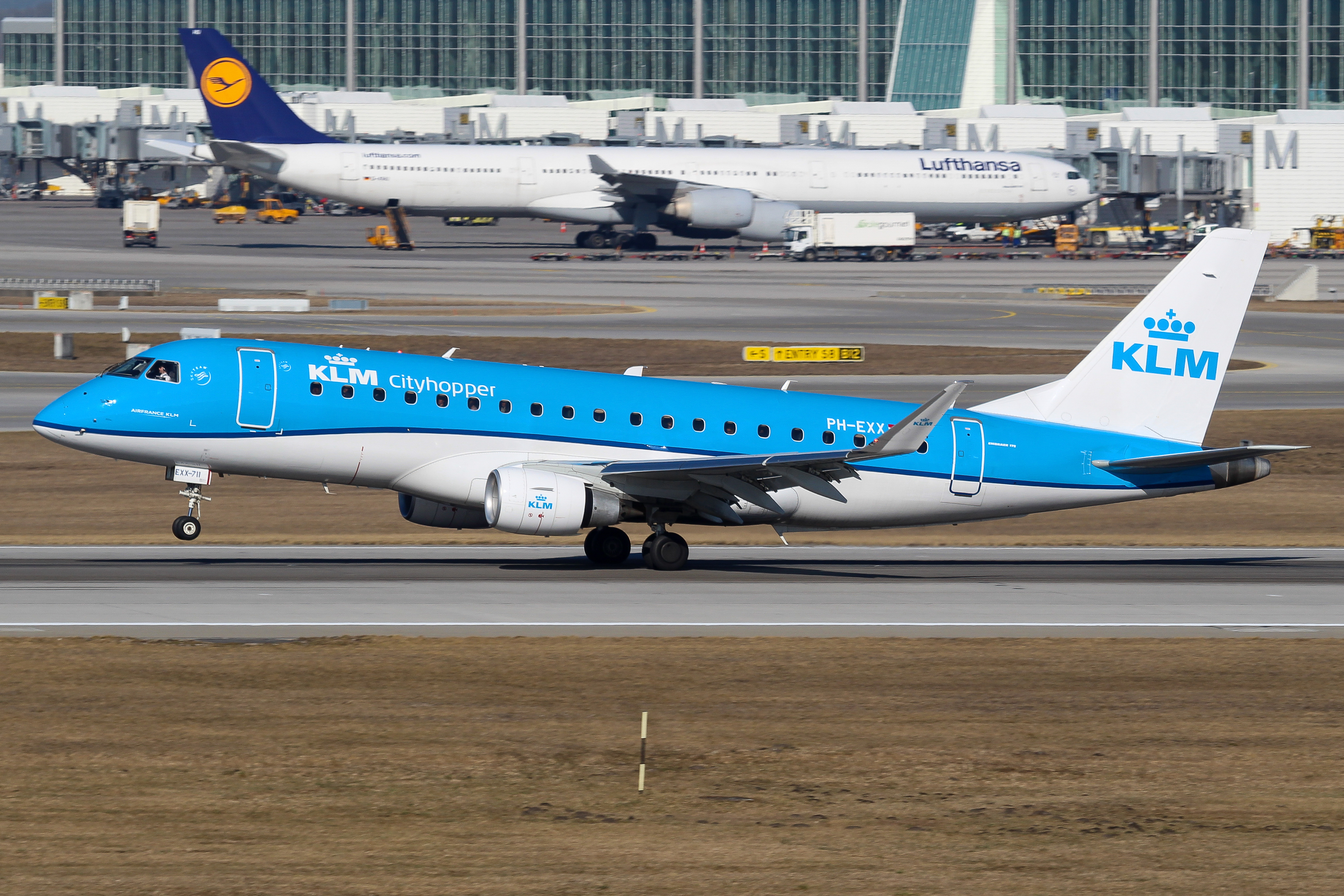
Embraer 175 der KLM Cityhopper

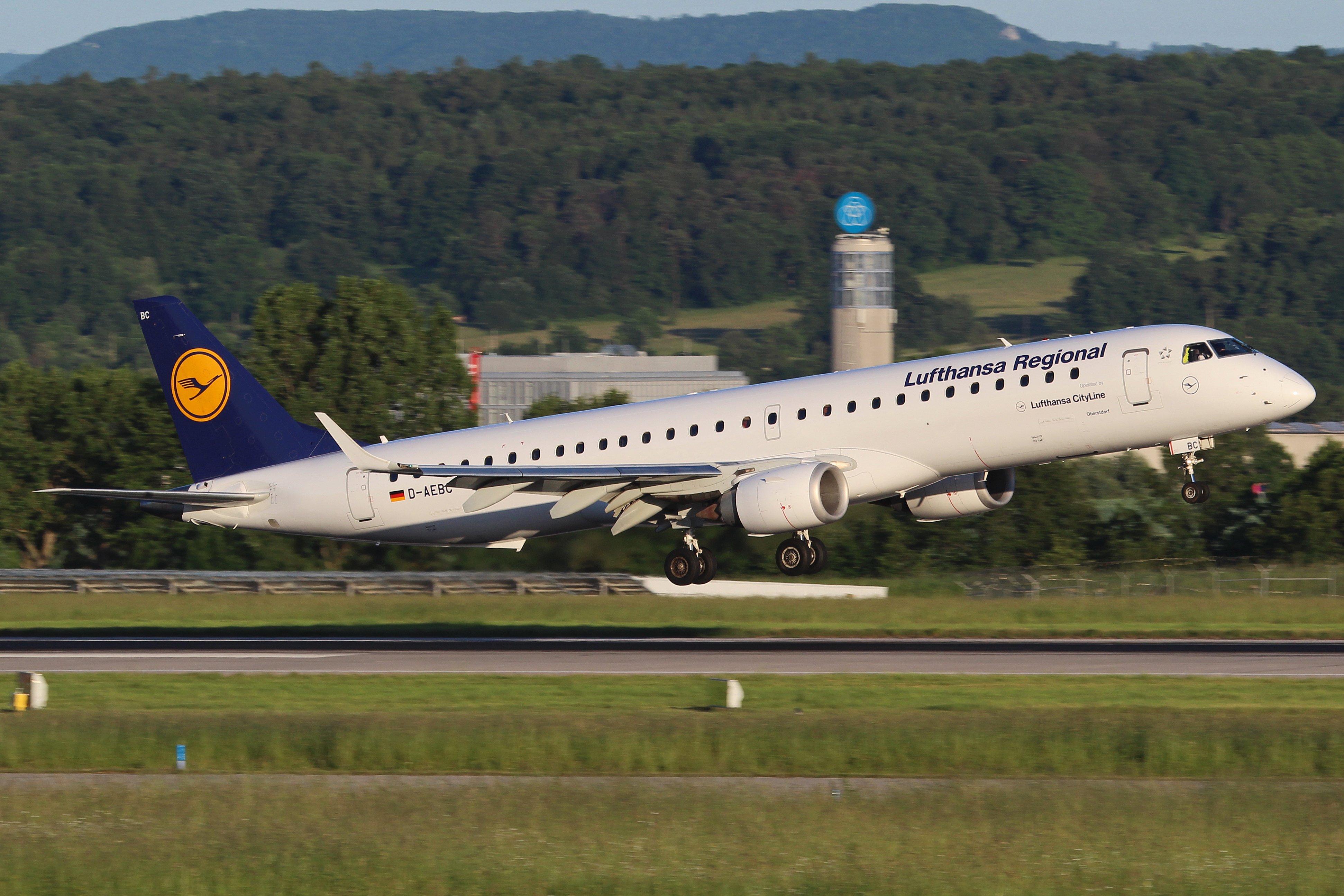
Embraer 195LR der Lufthansa Cityline

- Embraer EMB 110 (Turboprop, 19 Sitze)
- Embraer EMB 120 (Turboprop, 30 Sitze)
- Embraer EMB 121 (Turboprop, fünf bis neun Sitze)
- Embraer EMB 200 (Agrarflugzeug)
- Embraer-ERJ-145-Familie:
  - Embraer ERJ 135 (Jet, 37 Sitze)
  - Embraer ERJ 140 (Jet, 44 Sitze, gebaut hauptsächlich für American Eagle Airlines)
  - Embraer ERJ 145 (Jet, 50 Sitze)
- Embraer E-Jets:
  - Embraer 170 (bis zu 78 Sitze)
  - Embraer 175 (bis zu 86 Sitze)
  - Embraer 190 (bis zu 112 Sitze)
  - Embraer 195 (bis zu 134 Sitze)
- Embraer Executive Jets:
  - Embraer Lineage 1000E (Geschäftsreiseflugzeuge mit 13 bis 19 Passagierplätzen)
  - Embraer Legacy 650 und 600 (Geschäftsreiseflugzeuge mit 13 bis 14 Passagierplätzen)
  - Embraer EMB-550 (Geschäftsreiseflugzeug mit 7 bis 12 Passagierplätzen)
  - Embraer EMB-545 (Geschäftsreiseflugzeug mit 6 bis 9 Passagierplätzen)
  - Phenom 300 (Geschäftsreiseflugzeug mit 6 bis 10 Passagierplätzen)
  - Phenom 100 (Geschäftsreiseflugzeug mit 4 bis 7 Passagierplätzen)

## Militärische Typen
- EMB 326 GB Xavante (Lizenzbau)
- Embraer EMB 312
- Super Tucano/ALX
- Embraer EMB 111
- AMX
- EMB 145 AEW&C auch R99-A
- EMB 145 RS/AGS auch R99-B
- EMB 145 MP/ASW auch P99
- Embraer KC-390 – Transporter